# Valjevo
Valjevo (régi magyar nevén Macskókő), szerbül Ваљево / Valjevo) történelmi város és közigazgatási egység Nyugat-Szerbiában, a Kolubarai közigazgatási körzet központja. Mintegy 100 km-re fekszik Belgrádtól, a Kolubara folyó partján, 185 méteres tengerszint feletti magasságon, 905 négyzetkilométer területen. Valjevo öt másik községgel (járással) együtt alkotja a Kolubarai körzetet, együttes lakosságuk csaknem 180 000 fő. A Valjevo városi községnek 2011-ben összesen 90 301 lakosa volt, közülük 58 184 városi és elővárosi lakos, 32 117 fő pedig vidéki. 
Valjevo első említése 1393-ból ismeretes (Történelmi archívum, Dubrovnik).

## Földrajza
Valjevo földrajzi fekvése kedvező, több természetes közlekedési útvonal találkozásában fekszik. Folyójába, a Kolubarába számos mellékfolyó torkollik be a városban és környékén, később pedig a Szávába ömlik. Autópálya és fontos vasútvonalak haladnak el mellette, repülőtere is van. 

### Éghajlata
A környék klímája mérsékelten szárazföldi, helyi mikroklimatikus különlegességekkel. Az évi átlagos középhőmérséklet 11°С. A leghidegebb hónap január, -0,2°С középhőmérséklettel, a legmelegebb július, 21,4°С átlaghőmérséklettel. Legmagasabb valaha mért hőmérséklete 42,5°С, a legalacsonyabb -29,6°С. A légnyomás nagy változékonyságot mutat a városban, a legnagyobb középértékkel októberben és januárban, 998,3 mbar és  998,0 mbar. 
A levegő relatív páratartalma éves átlagos értéke Valjevo területén 74,6% azaz levegő  páratartalma mérsékelt.
Az évi napos órák száma átlagosan 198,9, azaz 44,8%-os a lehetséges maximumhoz képest. A legnaposabb hónap július (281,8 órával) és a legfelhősebb december (68,6  óra napsütéssel). Az évi csapadék átlaga 785,7 mm; a legesősebb hónap a június, 100,1 mm, a legszárazabb pedig február, 45,9 mm-rel. Hó átlagban 30,9 napig van míg a kolubarai és a tamvai medencében, évi átlagban 40 napig. Általában az első havas nap  december 1, az utolsó nap általában március 16.

## A neve etimológiája
A szerb neve valószínűleg a szerb Valj személynévből keletkezhetett; ezen a helyen egy Valj nevű embernek lehetett birtoka. A magyar nevéről kapta a nevét a Macsói bánság is, amelynek székhelye volt a 13. és 15. század között.

## A története
A petnicai barlangban talált nyomok szerint, már a kőkorszakban léteztek települések Macsó területén. 1393-ban, nevének első írásos említésekor, már számottevő kereskedelmi központ volt, ahová Rijekából jöttek a kereskedők. 1459-től török uralom alá került. A 16. század második felére a lakosság nagyobb része felvette már az iszlám vallást.
Az első sikertelen szerb felkelés után a 19. század elején, a második szerb felkelés (1815-17) sikerével szabadult fel a város a török uralom alól. 1826-ban Valjevóban 150 keresztény és 30 muzulmán ház volt. 1855-ben dolgozták ki a város modernizálásának tervét, amelyben az utcák derékszögben metszették egymást. Ennek egy része meg is valósult. 
A 20. században a városipari és kulturális központtá fejlődött. Az első világháború során Valjevo közelében zajlott le a kolubarai csata. A második világháborúban is nagy rombolásokat élt át a város, valamint a 20. század végén is, amikor a NATO bombázta Jugoszláviát.